# 대한민국 민법 제227조
대한민국 민법 제227조는 유수용공작물의 사용권에 대한 민법조문이다.

## 조문
제227조 (유수용공작물의 사용권) ①토지소유자는 그 소유지의 물을 소통하기 위하여 이웃토지소유자의 시설한 공작물을 사용할 수 있다.
②전항의 공작물을 사용하는 자는 그 이익을 받는 비율로 공작물의 설치와 보존의 비용을 분담하여야 한다.